# 伊達市総合体育館
伊達市総合体育館（だてしそうごうたいいくかん）は、北海道伊達市にあるスポーツ施設。総合体育館に併設している温水プール・トレーニング室についても本項目で記載する。

## 概要
総合体育館は、1964年（昭和39年）完成の市内鹿島町にあった伊達市体育館に替わる施設として総合公園だて歴史の杜に建設し、2012年（平成24年）4月1日にオープンした。有珠山の噴火など災害時の避難・救援活動の拠点施設として位置づけられている。
温水プールは、1981年（昭和56年）完成の同公園内にあった伊達市民プールに替わる施設として2014年（平成26年）4月1日にオープンした。だて歴史の杜カルチャーセンターにあったトレーニング室を移設し、総合体育館とは渡り廊下で接続している。

## 施設
総合体育館
- メインアリーナ（1,809 m²、バスケットボール2面、バレーボール3面、バドミントン10面・卓球12面）
  - 観客席（固定式）628席（うち車椅子24席）
- サブアリーナ（740 m²、バスケットボール1面、バレーボール1面、バドミントン4面、弓道、その他軽スポーツ）
- ランニングコース・ニュースポーツコーナー（ランニングコース1周200 m、ニュースポーツコーナー184 m²）
- 多目的室3室、会議室1室（多目的室は各55 m²〈3室通しでの利用可〉、会議室は45 m²）
- 更衣室・シャワー
- 幼児コーナー

温水プール・トレーニング室
- 25 mプール（幅15 m〈7コース〉、水深1.1 m - 1.35 m）
- 歩行用プール（長さ10 m、幅5.5 m、水深1.0 m）
- 幼児用プール（長さ4.7 m、幅3.2 m、水深0.4 m）
- ジャクジー（4 m²、水深0.45 m）
- トレーニング室（320 m²）

## アクセス・駐車場
- 北海道旅客鉄道（JR北海道）伊達紋別駅から車で約15分[11]
- 道央自動車道伊達ICから約1.5 km[11]
- 駐車場76台（体育館・プール兼用）